# Onthophagus bourgognei
Onthophagus bourgognei là một loài bọ cánh cứng trong họ Bọ hung (Scarabaeidae).